# Longview (Washington)
Pour les articles homonymes, voir Longview.
Longview est une ville du comté de Cowlitz dans l'État de Washington, aux États-Unis.